# Jericho (Arkansas)
Jericho est un village situé dans l’État américain de l'Arkansas, dans le comté de Crittenden.